# Sostanza posteriore perforata

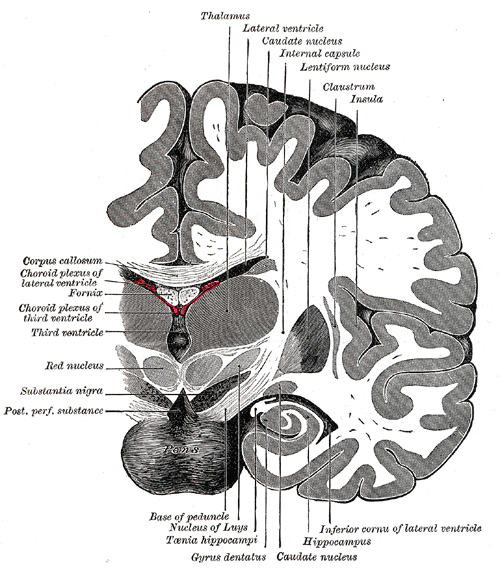
Sezione coronale dell'encefalo immediatamente anteriore al ponte di Varolio; la sostanza perforata posteriore è contrassegnato in basso a sinistra.

La sostanza perforata posteriore (latino: substantia perforata posterior) è uno strato di materia grigia che è perforato da piccole aperture per la trasmissione dei vasi sanguigni; si trova tra i peduncoli cerebrali a livello della fossa interpeduncolare. Si tratta quindi di un'area la cui superficie è cribrata, tale da permettere il passaggio a numerosi piccoli vasi sanguigni.